# عقيدة الممالك الأربعة

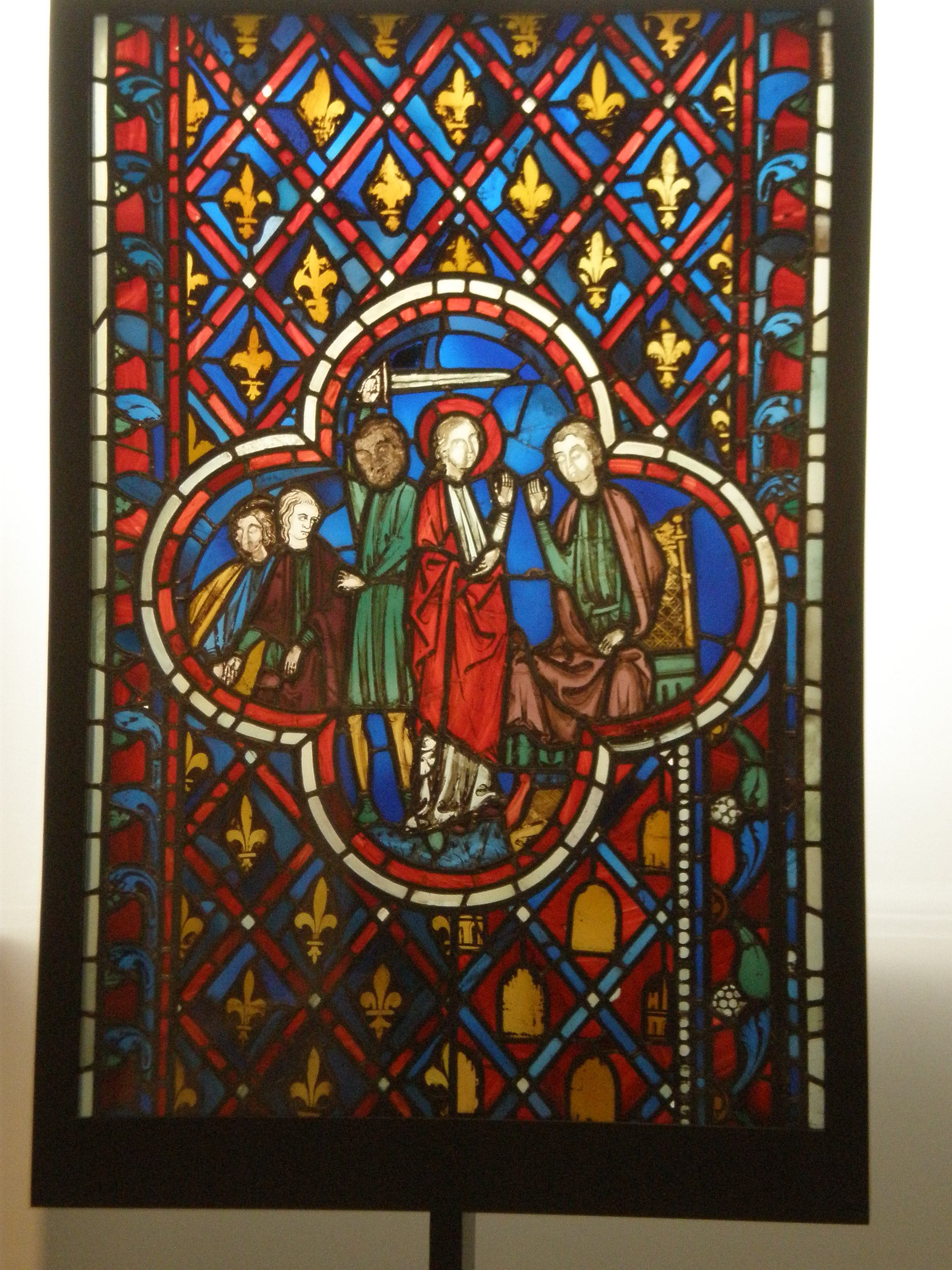

تصف عقيدة المملكة الأربع تفسيرًا مسيحيًا في العصور الوسطى في المقام الأول لأمثولتين من سفر دانيال في الكتاب المقدس، أي من الأصاحين 2 و 7 . هناك يفسر دانيال حلم الملك البابلي نبوخذنصر الثاني حول المستقبل أو صار له هو نفسه رؤية، أوحي بها له عن معنى الحلم. 

## حلم الملك وتفسير دانيال
كان نبوخذنصر يحلم بتمثال كبير، رأسه مصنوع من الذهب الخالص، وصدره وذراعيه من الفضة، بطنه وفخذاه من نحاس، ساقاه من حديد.قدماه بعضهما من حديد والبعض من خزف. ثم قطع حجر بغير يدين فضرب التمثال على قدميه اللتين من حديد وخزف فسحقهما. فانسحق حينئذ الحديد والخزف والنحاس والفضة والذهب معا وصارت كعصافة البيدر في الصيف فحملتها الريح فلم يوجد لها مكان.اما الحجر الذي ضرب التمثال فصار جبلا كبيرا وملا الأرض كلها 
دانيال، الذي كشف له الله المعنى في الحلم، يفسر حلمه للملك: وبناءً عليه، فإن الرأس المصنوع من الذهب يعني الملك نبوخذنصر. وبعده، ستظهر مملكة أخرى أقل، ثم مملكة نحاسية ثالثة ستحكم الأرض كلها. مملكة رابعة ستكون قوية مثل الحديد. القدمان، المصنوعتان جزئيًا من الحديد والمصنوع جزئيًا من الصلصال، تعني مملكة مقسمة، والتي ستكون قوية وقوية جزئيًا مثل الحديد، وجزئيًا هشًا مثل الصلصال. يمثل الحديد والطين أيضًا الزيجات التي تدوم قليلًا مثل تماسك الحديد والطين ببعضهما. إن الحجر الساحق يرمز إلى حقيقة أن الله سيقيم مملكة في زمن هؤلاء الملوك الذين ستقف ضد كل الممالك وتبقى إلى الأبد. 

## حلم دانيال ومعناه
حلم دانيال أيضًا حلمًا: رأى أربعة حيوانات مختلفة تخرج من البحر. كان الأول مثل الأسد وله جناحا نسر. ومع ذلك، تمزق جناحيه وانتصب على الأرض ووضع على قدميه مثل الإنسان؛ كما أعطي له قلب إنسان. كان الحيوان الثاني مثل الدب، منتصبًا على جانب واحد وثلاث أضلاع بين أسنانه. كان الحيوان التالي مثل النمر، وله أربعة رؤوس وأربعة أجنحة طيور على ظهره. كان الحيوان الرابع قويا، بأسنان حديدية كبيرة ومخالب برونزية وعشرة قرون. أكل وداس وسحق الباقي بأقدامه. ارتفع قرن آخر بين القرون العشرة، بعينين وفم يتحدث كلمات محسوبة، وسُحبت ثلاثة من القرون الأولى. شن القرن حربا ضد القديسين وهزمهم. ثم نصبت عروش، وجلس على عرش من لهيب النار شيخا عجوزا يرتدي رداءا أبيض يخدمه كثيرون. بعد أن جلس الدين وفتحت الاسفار، قتل الحيوان الرابع ودمر جسده. تم نزعت سطوة الحيوانات الأخرى كذلك. بعد ذلك، تم إنشاء ملكية أبدية. 
في حلم دانيال، كُشف عن معنى الحلم. تبعا لذلك، تمثل الحيوانات الكبيرة أربعة ملوك سوف تنهض من الأرض. ستختلف المملكة الرابعة عن جميع المملك السابقة وستأكلها وتسحقها بالأرض كلها. تمثل قرونها العشرة عشرة ملوك سيقومون من هذه المملكة. وبعدهم سيقوم ملك آخر يهين ثلاثة من الملوك السابقين. سيتحدث هذا الملك ضد العلي، ويضطهد القديسين ويحاول تغيير الأعياد. لكن السلطة ستأخذ منه وسيحصل قديسو العلي على ملكية المملكة الأبدية. 

## تأويلات والمزيد من التطوير
في الفترة التي تلت ذلك، جرت محاولات لربط هذه الممالك ما قبل المسيحية بإمبراطوريات محددة. جعلت البيانات الكتابية من الممكن تحديد الإمبراطورية الأولى مع المملكة البابلية لنبوخذ نصر دون شك. وأولت الإمبراطوريات اللاحقة في الأصل على أنها المملكة الميدية والمملكة  الفارسية ومملكة الإسكندر. في أواخر العصور القديمة ، قدم آب الكنيسة هيرونيموس تفسيرًا مختلفًا من خلال تحديد الممالك الأربع بالإمبراطوريات البابلية والفارسية والإسكندر والرومية. استوفت الإمبراطورية الرومية أيضًا وصف دانيال بأن الإمبراطورية الرابعة ستكون مملكة مقسمة: في الواقع، أصبحت الإمبراطورية الرومية من عام 395 م. يحكمها اثنان من الأباطرة ومن ثم انقسمت إلى الإمبراطورية البيزنطية والإمبراطورية الرومانية الغربية. ساد هذا التفسير، عقيدة المملكة الأربع، وكان جزءًا من العقيدة المسيحية في العصور الوسطى. 

### مدينة الله
كانت الإمبراطورية الرومية مسيحية قبل تقسيمها. بمرور الوقت، تم فهم هذه المملكة المسيحية كمملكة معلنة لله. ثم صار إلى التشكيك بهذا التأويل، نتيجة لهجرة الشعوب التي أثارها تدفثق الهون، واختراق القوط الغربيون والقبائل الجرمانية الأخرى أيضًا الإمبراطورية الرومية الغربية واستولوا على العاصمة الإمبراطورية روما. 
رد أسقف هيبو، أوغسطين، على ذلك بكتابته مدينة الله ("De civitate Dei/ عن مملكة الله")، حيث حاول حل التناقض من خلال تقديم مملكة الله بدلاً من مملكة الأرض. 

### نقل الحكم
ترتبط نظرية العصور الوسطى نقل الحكم Translatio imperii بعقيدة الممالك الأربع. معها، تم تأسيس انتقال الحكم الرومي إلى حكام الإمبراطوريتين الفرانكونية والرومانية المقدسة. 

## المزيد من النبوءات
في الكتاب المقدس، بالإضافة إلى النبوءات في سفر دانيال في رؤيا يوحنا اللاهوتي اصحاح 20 الإعلان عن حكم الألفية الإلهي ("مملكة الألفية"). 

## روابط الويب
- Hieronymus ، تعليق. في Danielem ، I ، II ، 31-35 (CC 75A ، 1964) ص 794، 387-795، 414 (اللاتينية) على موقع جامعة توبنغن: غيرهارد شميتز: الجدل حول الاستثمار : نصوص حول فهم أوقات وتاريخ العصور الوسطى ؛ الدخول من 24. يونيو 2005